# Atelognathus ceii
Atelognathus ceii és una espècie de granota que viu a Xile i, possiblement també, a l'Argentina.